# Waterford (Irlanda)
Waterford (Port Láirge em irlandês) é uma cidade da República da Irlanda que fica no Condado de Waterford, na província de Munster, no sul do país e é banhada pelo rio Suir.
Possui 53504 habitantes (2016).
Desde 1898 a cidade possui estatuto de condado administrativo (county-boroughs).

## História
Vikings criaram os primeiros assentamentos de longphorts perto da localização atual de Waterford em 853. Waterford em si, a primeira cidade da Irlanda, foi fundada em 914 e hoje é a quinta maior cidade do país.
Waterford possui uma relação muito antiga com a indústria do vidro, existindo a famosa marca Waterford Crystal desde 1783. Existem ainda pequenas empresas especializadas na produção e design de vidro. 

## Património
- Museu dos Tesouros;
- The Mall, que contém a Torre de Reginald, a Casa do Waterford Crystal, Catedral de Christchurch e o Teatro Real;
- Museu dedicado ao Irmão Edmund Ignatius Rice;
- Galeria Municipal de Arte de Waterford;
- Centro de Artes Garter Lane;
- Colégio de São João.

## Cultura
A cidade alberga vários festivais anuais de importância internacional, destacando-se o Waterford Spraoi International Street Arts Festival.

## Equipamentos
- Waterford Institute of Technology
- Aeroporto Regional de Waterford